# Vena yugular interna
La vena yugular interna es una vena que recibe sangre del cerebro, cara y cuello.
Comienza en el agujero yugular del cráneo como continuación del seno sigmoideo, desciende por el cuello y se une a la vena subclavia por detrás del extremo medial de la clavícula para formar las venas braquiocefálicas.
La vena tiene una dilatación en la parte superior llamada bulbo superior (también llamada golfo de la vena yugular) y otro cerca de su terminación llamada bulbo inferior, localizado cercano a su desembocadura en la vena subclavia.
Sus tributarias son la vena tiroidea superior, vena tiroidea media, vena facial, lingual, faríngea y occipital.

## Relaciones
- Anterolaterales: piel, fascia, esternocleidomastoideo y glándula salival parótida. En su parte inferior, está cubierta por los músculos esternotiroideo, esternohioideo y omohioideo que surgen entre la vena y el esternocleidomastoideo.
- Posteriores: procesoso transversos de las vértebras cervicales, elevador de la escápula, escaleno medio, escaleno anterior, plexo cervical, nervio frénico, troncotirocervical, vena vertebral y la primera parte de la vena subclavia del lado izquierdo pasa frente al conducto torácico.
- Mediales: en la parte superior esta la arteria carótida interna y el IX, X, XI, XII nervios craneales en la parte inferior se encuentra la arteria carótida común y el nervio vago.

### Tributarias
- La vena facial, las venas faríngeas, la vena lingual, la vena tiroidea superior, la vena tiroidea media.

- Datos: Q540598